# Mesochorus falcatus
Mesochorus falcatus är en stekelart som beskrevs av Dasch 1974. Mesochorus falcatus ingår i släktet Mesochorus och familjen brokparasitsteklar. Inga underarter finns listade i Catalogue of Life.